# Carga militar

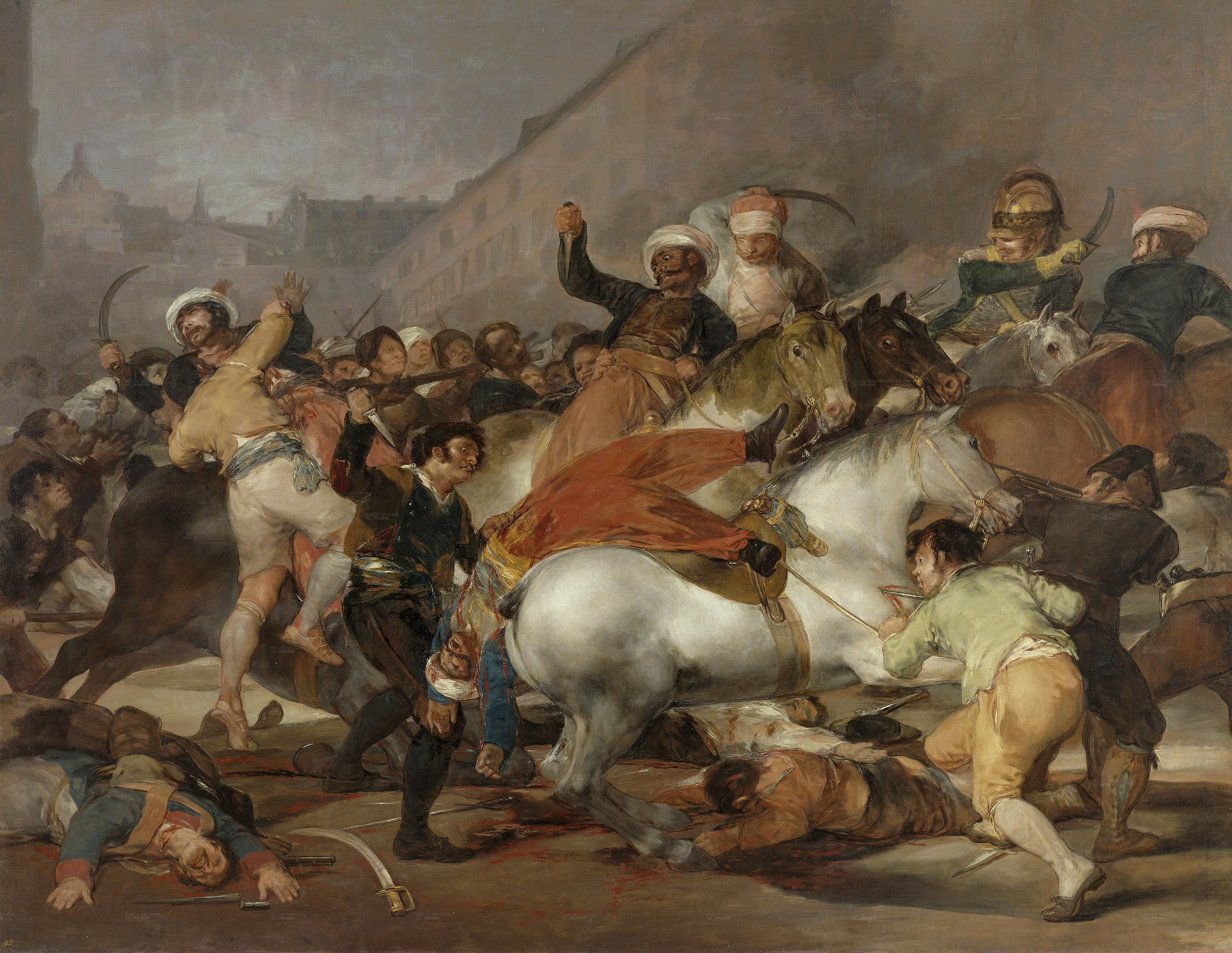
El dos de mayo de 1808 en Madrid, también llamado La carga de los mamelucos en la Puerta del Sol, es un óleo sobre lienzo pintado en 1814 por el pintor español Goya, pintura en la que se representa una escena de carga de caballería durante el levantamiento del 2 de mayo contra los franceses, al comienzo de la guerra de independencia española contra Napoleón, que había ocupado España en 1808 e iba a poner como rey a su hermano, José Bonaparte.

Una carga militar es una maniobra consistente en un ataque frontal y masivo efectuado con la ayuda de la infantería o la caballería. Es un ataque impetuoso y resuelto de una tropa contra la tropa enemiga.
El objetivo de una carga frontal es entrar en contacto con el enemigo y desorganizarlo, bien por la embestida, bien por el fuego (o el lanzamiento de proyectiles antes de la invención de las armas de fuego). La carga rápida limita el tiempo de exposición a los proyectiles y permite desestabilizar al oponente gracias a la energía cinética almacenada. La carga lenta permite guardar una mayor cohesión en la tropa atacante.
La carga fue ampliamente empleada por la falange macedonia,y formaba parte esencial de las tácticas militares de Alejandro Magno, la paradigmática Táctica del martillo y el yunque. La velocidad aportaba un poder de penetración destructiva mediante las sarissas con las que estaban equipados los infantes macedonios.
En la Edad Media, fue el turno de los caballeros europeos. En el siglo XVIII, la infantería de línea perpetuó esta maniobra cargando con la bayoneta que seguía a un breve intercambio de cañonazos. Se cree que la primera carga de este tipo tuvo lugar en la batalla de Espira (1703).
El alcance y precisión conseguido, y en aumento, por los fusiles, lo rasante de sus trayectorias y el gran efecto de sus impactos, convierte en imposible, o poco menos, los combates al arma blanca, bastando la superioridad del fuego para decidir sobre el terreno el éxito de la lucha. Pero en la Guerra Ruso-Japonesa (1904-1905) los hechos probaron que ante un enemigo tenaz, el argumento decisivo para obligarle a ceder el campo de batalla es la acometida vigorosa que amenaza resolverse y a menudo se resuelve en una pelea cuerpo a cuerpo. 
Las estadísticas muestran que el número de heridos por arma blanca que han producido las grandes batallas de la Edad Contemporánea es sumamente reducido, pero deducir que ha pasado ya el tiempo de la carga a la bayoneta, desde el momento en que el fin inmediato de la guerra es la destrucción del enemigo, no debe entenderse que se aspire a su completo exterminio, sino más bien a su aniquilamiento moral, que se traduce por la pérdida de la confianza en las propias fuerzas, por el relajamiento de los lazos de la disciplina, por el abandono de la voluntad de vencer, que lleva consigo casi siempre aparejado el propósito más o menos deliberado de no extremar tampoco la resistencia. Por todo lo cual, no hay motivo para rechazar la carga a la bayoneta.

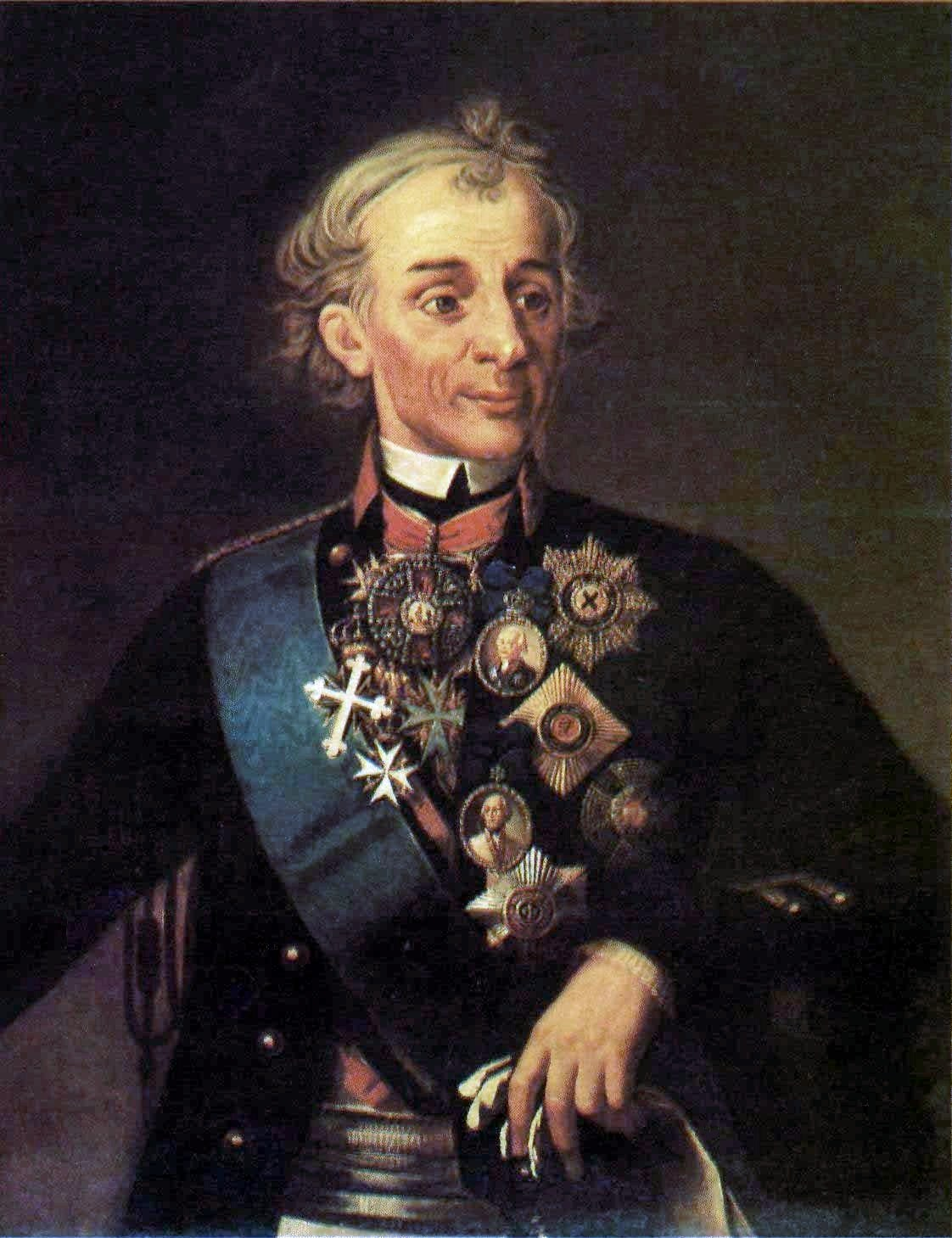
Aleksandr Vasílievich Suvórov, general ruso, autor de la frase «la bala es loca y solo la bayoneta es cuerda».

El avance impetuoso del que ataca, su actitud firme y resuelta, la minusvaloración que manifiesta ante sus propias pérdidas, son factores que pesan tanto, por lo menos, en el ánimo del contrario como el tanto por ciento de bajas que haya sufrido en un tiroteo prolongado, con la ventaja todavía a favor de aquellas de ser el peligro en el choque menos contingente y problemático que en el fuego, porque en palabras del general ruso Aleksandr Suvórov «la bala es loca y solo la bayoneta es cuerda». Es una de las razones de la existencia de la infantería como arma. Si bastase con el efecto del fuego para vencer, la infantería estaría de más, pues la eficacia del suyo sería siempre inferior, por ejemplo, al del fuego de las ametralladoras; pero por mucho que se perfeccionen éstas, por grande que sea el efecto de los proyectiles de artillería, el valor del fusil sobre el campo de batalla estriba es que van pegados a él la bayoneta y el cuchillo, es decir, en que detrás de esta arma de fuego está el soldado que la empuña, que busca al adversario hasta medir con él sus fuerzas y decidido a arrojarle de sus posiciones o de hundir en su carne la hoja de la boca de su fusil. No faltan detractores a lo expuesto. Además, lo que no debe hacerse es lanzar batallones al asalto de una posición sin preparar antes convenientemente el ataque por el fuego.
El uso de la carga frontal de infantería pervivió en las guerras modernas: consistió en la maniobra ofensiva más utilizada durante la guerra de trincheras y fue empleada en el curso de varias batallas de la Segunda Guerra Mundial.

## Clasificación

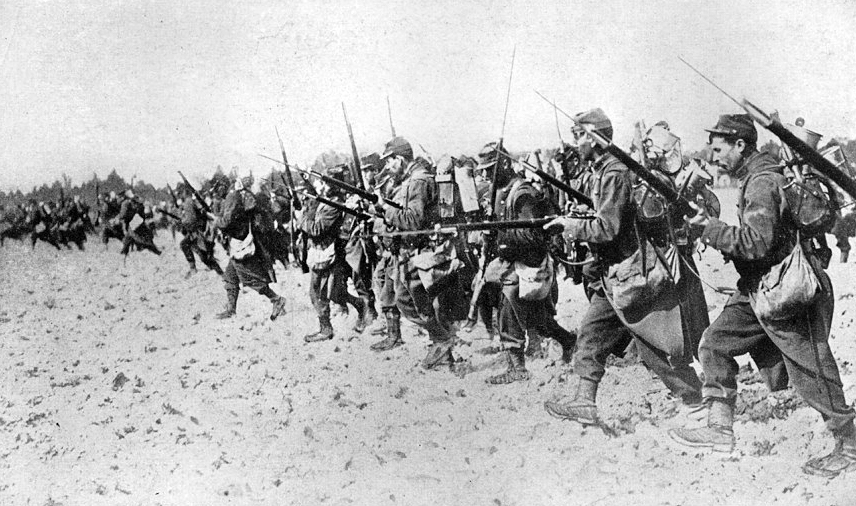
Soldados franceses cargando a la bayoneta (1916).

A las ya referidas carga rápida y carga lenta se pueden añadir las siguientes:
carga abiertaes una embestida al arma blanca en formación no compacta, sino espaciada.
carga cerradala contraria que la anterior, es decir, en formación unida o compacta.
carga a fondo o carga de petralembestida de caballería contra caballería, que tiene por objeto la lucha cuerpo a cuerpo de unos jinetes con otros.
carga a la bayonetaembestida o ataque que ejecuta la infantería, valiéndose de la bayoneta armada en el fusil o carabina.
carga de caballeríala que hacen los escuadrones de esta arma.

## Mecanismo de la carga a lo largo de la historia
Los hoplitas (infantes pesados) griegos, cuando se deshacía la formación compacta de la falange, pasaban a la carga con el xifos (la espada hoplita) al son del aulos o del salpinx, que acompasaban su marcha.
Las legiones romanas iniciaban la carga marchando al paso con orden y silencio, y al llegar cerca del enemigo se lanzaban a la carrera sobre él prorrumpiendo en gritos atronadores y tocando las trompetas. 

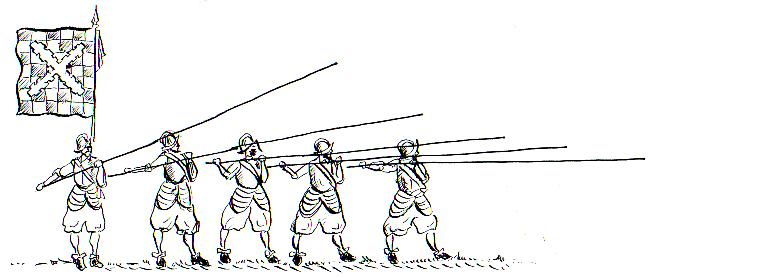
Disposición de los piqueros en un tercio.

En la época del Renacimiento la infantería cargaba en masas compactas, cruzando los piqueros las picas y disparando los arcabuceros desde los flancos del escuadrón.
En el siglo XVII la infantería marchaba al ataque con las picas bajas, los oficiales y banderas en primera fila y delante de todos el jefe de la unidad acompañado por dos oficiales y dos sargentos. En el momento del choque se cerraban las filas a un paso de distancia.
Durante el siglo siguiente, la carga, comenzada al paso ordinario y con el mayor silencio, iba acelerándose hasta convertirse en carrera al llegar a corta distancia del adversario. Las bandas de música tocaban entonces paso de ataque y se procuraba conservar hasta el último momento el mayor orden y cohesión.
En el siglo XIX la carga, en línea y hasta en una sola fila muy densa, en la que pueden estar embebidos los sostenes en línea, empezaba a unos 200 pasos del enemigo, armando el cuchillo y lanzándose sobre aquel a la voz de los oficiales, acelerando al final la rapidez de la marcha, para llegar al choque con el ímpetu necesario. 
Los japoneses en la Guerra Ruso-Japonesa ejecutaban sus ataques siempre de noche. El reglamento táctico español de aquel siglo prescribía no atacar toda la línea nunca a la vez, para no restar fuerza al ataque, y obrar durante él «por oleadas o impulsos de las tropas de retaguardia». Estas avanzaban para ello en formaciones de fondo reducido y con la bayoneta calada, lanzándose sobre el enemigo por los claros que se produjeran en la línea que las antecedía, o empujando a las fracciones más indecisas. La reserva general tomaba entretanto posiciones desde las cuales pudiera proteger la retirada o emprender la persecución en caso necesario.

## Carga de caballería

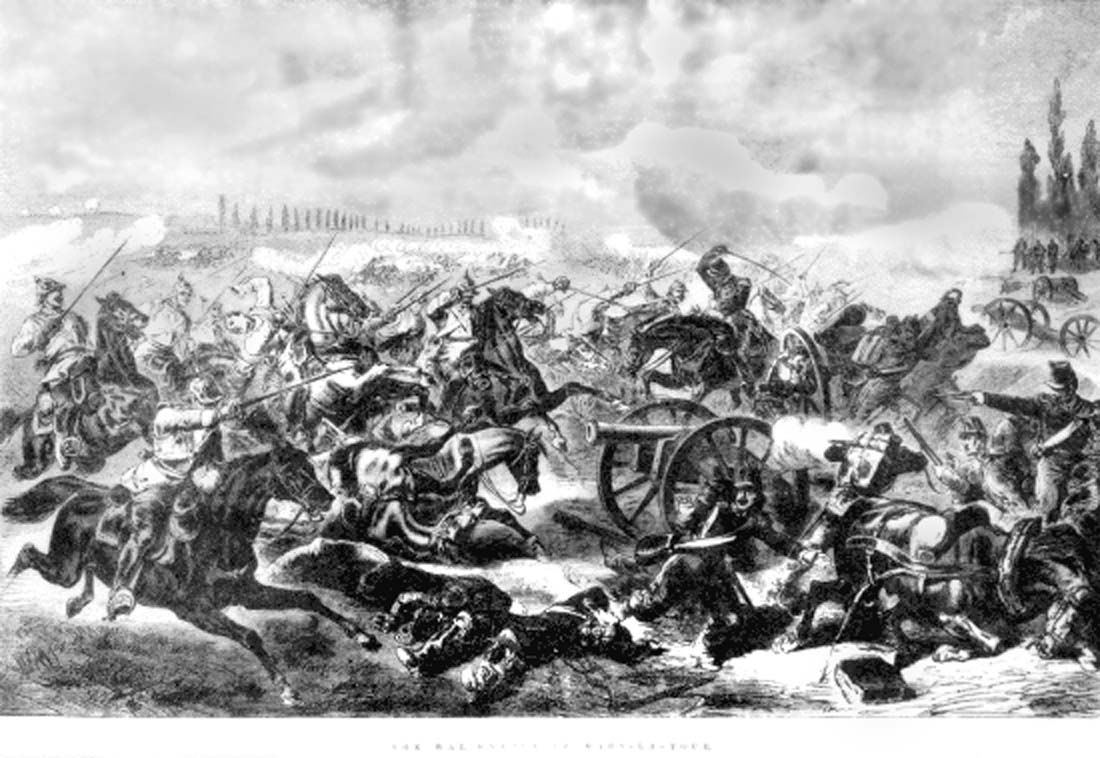
Caballería de choque prusiana (ulanos) cargando durante la batalla de Mars-le-Tour (16 de agosto de 1870).

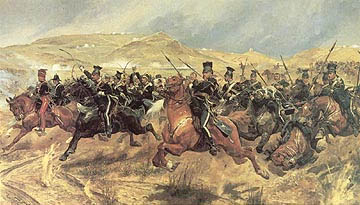
Carga de la Brigada ligera en la Batalla de Balaclava (25 de octubre de 1854).

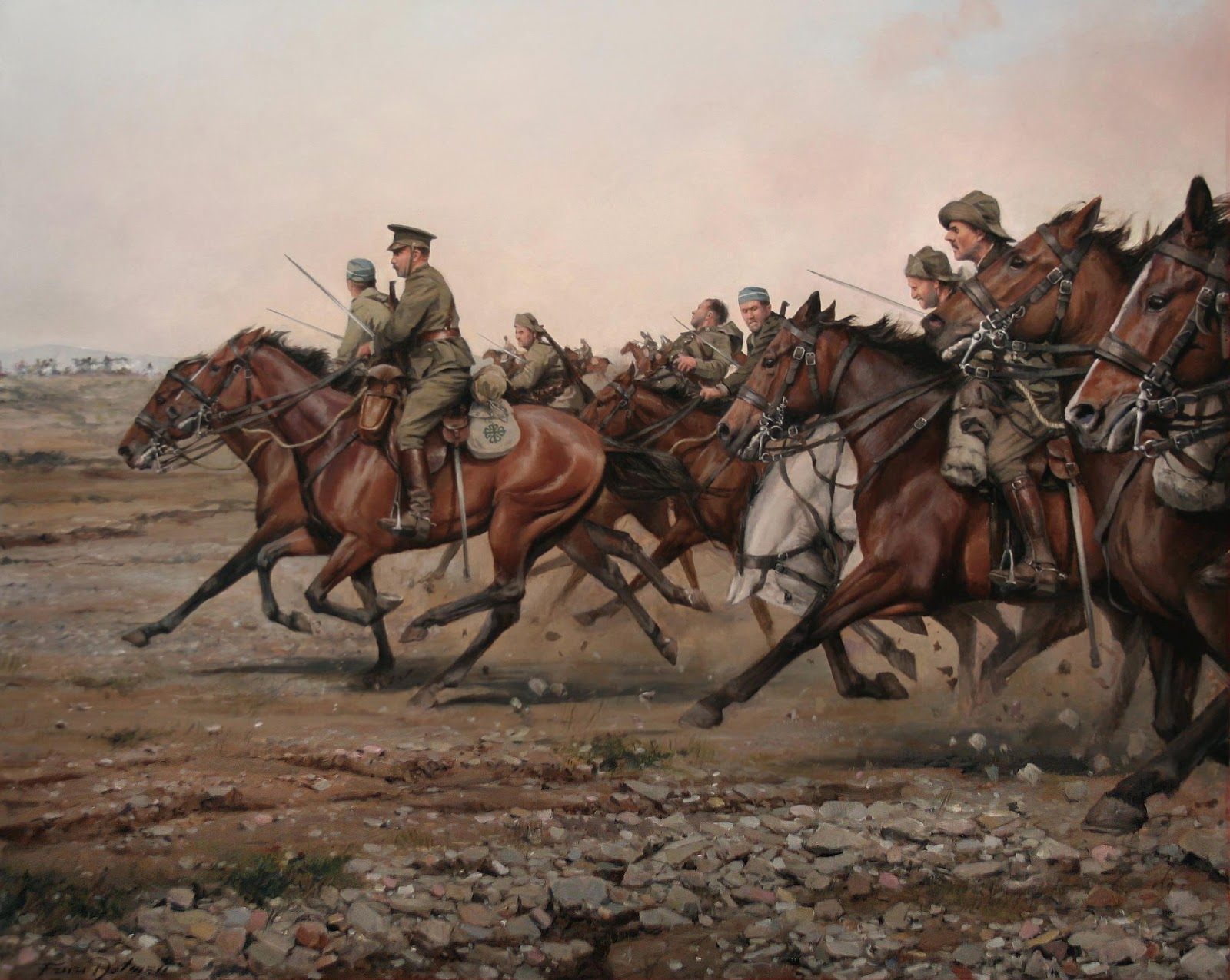
Carga del Río Igan por el Regimiento Alcántara en 1921. Cuadro de Augusto Ferrer-Dalmau.

La carga, como forma de ataque de la caballería, es conocida desde la más remota antigüedad y constituye el medio peculiar de acción de esta arma.
Su condición primordial es la oportunidad, por lo que los momentos favorables para ello son todos aquellos en el que el enemigo se presente visiblemente débil en algún punto, inicie su retirada, o por el contrario haya de abandonar una posición ante lo crudo de sus ataques.
Las cargas de caballería entre los pueblos bárbaros de la Antigüedad eran por lo común irregulares y se ejecutaban «a rienda suelta». Por el contrario, en los llamados convencionalmente pueblos civilizados se concedió gran importancia al hecho de acometer al enemigo en un orden regular y presentando masas compactas.
En cuanto a la velocidad, su importancia, o mejor dicho, el modo de apreciarla ha variado mucho con el tiempo. Los griegos, macedonios, los cartagineses y los romanos no empleaban al cargar aires vivos (el galope), y lo mismo hicieron durante la Edad Media los hombres de armas, obligados por el peso de la armadura a cargar al trote o al paso. Si bien es cierto, que tarde o temprano, todos ellos contaron con unidades de caballería ligera, como por ejemplo la caballería númida, se trataban más bien de unidades de hostigamiento que de tropas regulares y en general no formaron parte permanente de los respectivos ejércitos de las naciones mencionadas hasta trascurridos unos siglos o tras diversas reformas en su seno. Podría exceptuarse a la caballería macedonia, que formó parte de su ejército de leva desde la reforma efectuada por el rey Filipo II. Volviendo a la Edad Media, el galope se reservaba para los torneos en los que se podía cambiar con frecuencia de caballo.
En los comienzos de la Edad Moderna y hasta muy adentrado el siglo XVIII no se empleó otro aire de carga que el trote. Atacar al galope se consideraba lo mismo que correr a un desastre seguro, por la imposibilidad de conservar el orden y la cohesión durante la carga.
Sólo cuando desparecieron los últimos restos de la armadura del equipamiento del caballero y se hizo una inteligente selección de ganado caballar, perfeccionando al mismo tiempo la instrucción de la tropa, fue posible conservar las fuerzas de los caballos y el orden indispensable para maniobrar durante la carga al galope. 
Federico II fue el iniciador de esta reforma que restituyó a la caballería su verdadero carácter y su importancia táctica.

### Armas para cargar

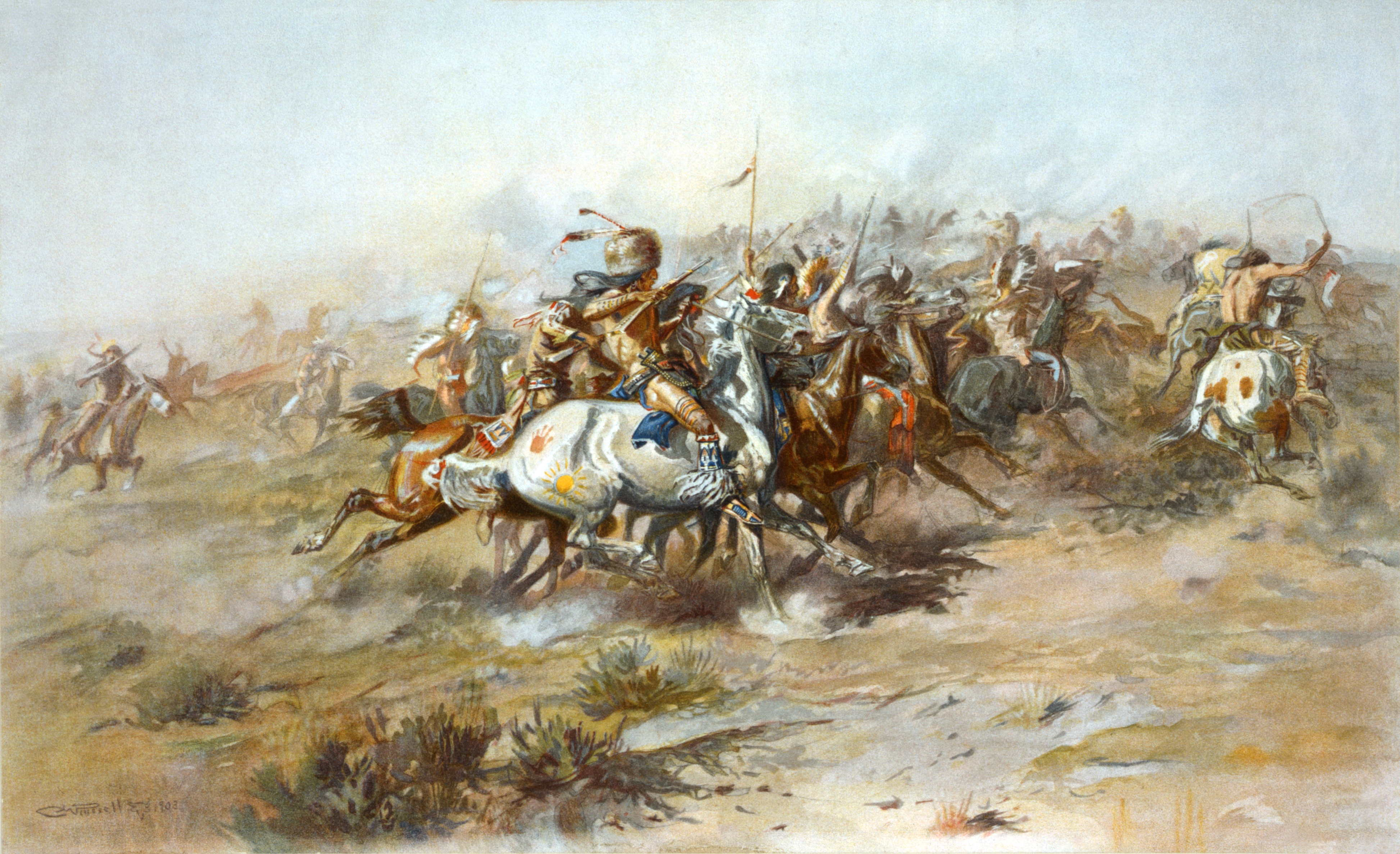
The Custer Fight de Charles Marion Russell (litografía, 1903). Representa la Batalla de Little Big Horn desde el lado indio con la carga de su caballería, equipada con armas de fuego.

Lo mismo que la velocidad, han variado con el tiempo las armas de que se ha hecho uso durante la carga.
En la Antigüedad fueron preferidas la espada y la lanza, pero también se empleó el arco, y algunos pueblos como, por ejemplo, los ávaros, hunos y magiares, arrojaban dardos desde el caballo al llegar a corta distancia del enemigo.
La invención de las armas de fuego, al echar por tierra el predominio hasta entonces incontrastable de la caballería, fue causa de que ésta las adoptase, recobrando con ello su pasada superioridad y dándole preferencia sobre el arma blanca, que quedó relegada a segundo término.
Al uso del arma de fuego desde el caballo debía corresponder lógicamente la «carga en caracol», con su avance parsimonioso al paso o al trote. La caballería de Enrique I de Borbón-Condé durante las Guerras de religión de Francia adelantaba en línea el paso de la infantería y se detenía a 10 m de distancia del enemigo para hacer fuego, antes de desenvainar la espada. Otras veces ni siquiera se hacía esto, pues había cuerpos de caballería ligera que se limitaban a pelear a pie, renunciando y hasta rehuyendo el combate cuerpo a cuerpo. Esta desviación del espíritu ofensivo, fundamental en esta arma, fue para ella un verdadero retroceso.

La carga había de ejecutarse al galope con el fin de abordar al enemigo con el impulso necesario para arrollarle, y durante ella no debía hacerse fuego, empleando exclusivamente el arma blanca.

### El choque

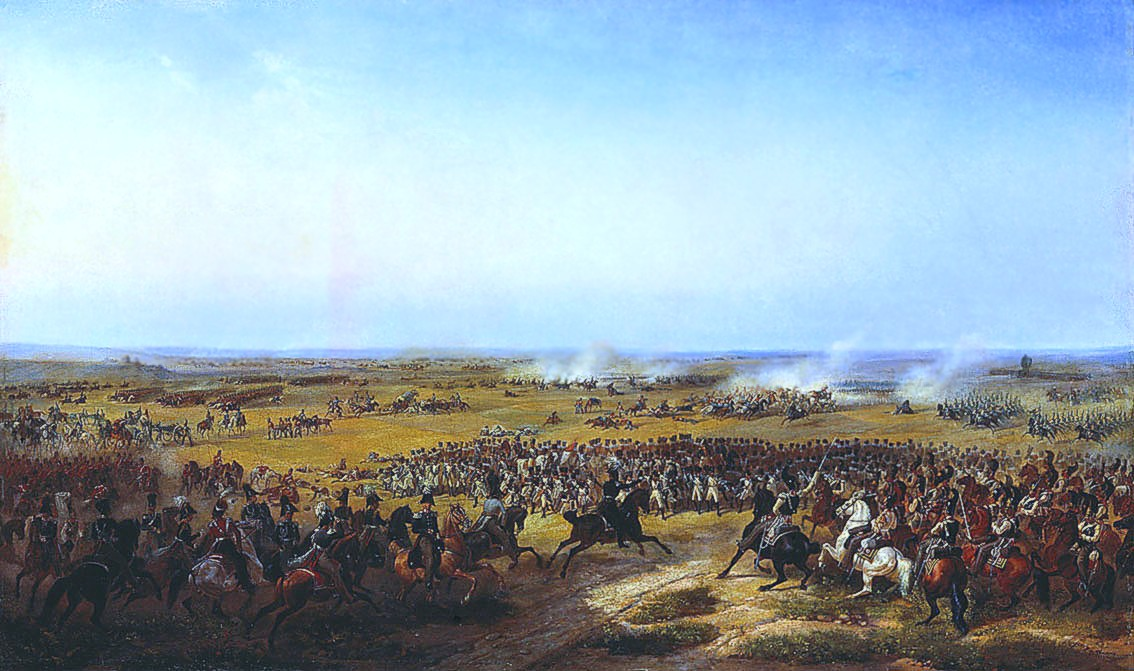
Batalla de Fère-Champenoise (25 de marzo de 1814). Óleo de Vasily Timm.

Aun estando lejos de considerar la carga como un simple acto mecánico, cuyo efecto, el choque, sea solamente producto de dos factores, masa y velocidad, no hay que desconocer que ambos ejercen en esta clase de ataques (especialmente cuando se dirigen contra caballería) una influencia muy notable. La masa es consecuencia del número de jinetes que cargan y de su cohesión, orden y disciplina. La velocidad se mide por la que desarrollan los caballos en el momento del choque. Pero el verdadero efecto de la carga de caballería, más aún que el de la carga a la bayoneta, era la impresión que causaba el ver avanzar con ímpetu la masa de caballos que se echaba encima a toda prisa, envuelta en torbellinos de polvo y haciendo retemblar el suelo con el golpe de sus cascos. Muchos estudiosos sostienen que este es su único efecto y que el choque no se realizaría nunca, porque la tropa que fuera menos unida o se considerase más débil, empezaría por acortar su marcha, y después de vacilar un instante volvería grupas, sin atreverse a afrontar la acometida del adversario. Según el general Antoine-Henri Jomini, «el famoso choque o carga de petral no es más que un fantasma con el que se asusta a los jinetes sin experiencia de la guerra». 
A veces, sin embargo, el choque se realizaba, aunque no fuera el choque mecánico, descrito por los teóricos, y entonces solía suceder que la caballería que se conservaba en ese momento más unida y compacta, arrollaba a la que lo estaba menos, bastando por lo general el efecto de la cohesión, es decir, de la masa para anular la acción de aquella y desordenarla. Cuando no sucedía así, o cuando los dos contrarios llegaban al choque en iguales o parecidas condiciones, se entablaba la lucha cuerpo a cuerpo, que se decidía por el empleo del arma blanca, o de armas de fuego como la pistola o el revólver. En la mezcla confusa que entonces sobrevenía, la victoria correspondía a los más diestros y tenaces o a los que estaban mejor montados o armados. A veces era también decisiva la llegada de un refuerzo que caía en buen orden sobre uno de los flancos. En este caso, a la retirada del contrario seguía inmediatamente la persecución, que completaba la victoria.

### Reglamentación
Aunque todos los reglamentos convenían en que se debe abordar al enemigo con la mayor velocidad posible, no todos coinciden en cuanto a la manera de lograrlo. Así, por ejemplo, mientras el alemán, el francés y el italiano prescribían economizar las fuerzas del caballo, acelerando progresivamente la marcha para tomar el aire de carga inmediatamente antes del choque, pero conservando hasta el último momento la formación reglamentaria en dos filas, el austriaco y el ruso prescindían del orden y de la cohesión al tomar el aire de carga, fiando el éxito exclusivamente en la rapidez y la decisión en el ataque. 

### Concepción y eficacia
Fácilmente se concibe que si los caballos habían de conservar aliento después de la carga para perseguir activamente al enemigo o retirarse esquivando la persecución de este, no podía ser muy grande la distancia que tuvieran que recorrer para cargar. En efecto, se admitía como suficiente una distancia de 1200 metros, de los cuales descontando de 50 a 80 m que bastaban para adquirir en teoría el impulso necesario en el momento del choque, quedaban de 1120 a 1150 m que deberían repartirse entre el paso, el trote y el galope, para conservar las fuerzas de las cabalgaduras y acelerar progresivamente la marcha. Estos cálculos son aproximativos y dependían en primer término de la clase de tropa sobre la que se dirigía la carga: contra infantería o artillería, por ejemplo, convenía aumentar no solo la distancia, sino también la velocidad para atravesar, con la mayor rapidez posible, la zona eficaz del fuego. Contra caballería, en cambio, no convenía rebasarla, porque interesaba más conservar el orden y la cohesión y la facultad de maniobrar hasta la proximidad del enemigo.
El grado máximo de eficacia de la carga se alcanzaba cuando se dirigía sobre el flanco o retaguardia del contrario. Por eso la caballería debía proponerse siempre ese objetivo y aprovechar para atacar cuantas ocasiones favorables le brindaran el curso del combate o la configuración del terreno. 

Paso.
Trote.
Galope.

### Tipos de carga
Carga en líneaejecutada en dos líneas cerradas, también se llama carga en muralla. Era la forma normal de ataque contra caballería o infantería en orden cerrado.
Carga en columnacomo las líneas extensas no son maniobreras y hacen difíciles los cambios de dirección, se acostumbraba a marchar mientras se maniobraba en columna, efectuando al fin el despliegue cuando se suponía que ya no sería necesario cambiar la dirección del ataque. Sólo recomendable en casos extremos, cuando faltaba espacio para el despliegue o se esperaba obtener grandes resultados de la reiteración de esfuerzos sobre un punto determinado. Se empleaba normalmente contra fracciones de infantería poco quebrantadas y dispuestas en formaciones de frente reducido.
Carga en escalonestratándose de grandes unidades, se procuraba generalmente atacar a la vez de frente y por el flanco, o por lo menos desbordar el frente y envolverlo. De aquí nacía, naturalmente, la tendencia a cubrir los flancos, que era una de las razones que obligaban a adoptarlas masas de caballería la división escalonada como formación normal de combate. En todo caso, a la primera línea, que era la más numerosa e iba seguida a corta distancia por los escuadrones de sostén, destinados a llenar los huecos que se producían en ella, correspondía vencer la resistencia del contrario, y si éste era arrollado y se retiraba, perseguirle con parte de la fuerza para hacerle sufrir las mayores pérdidas. La misión de la segunda línea consistía en tratar de ganar uno de los flancos del enemigo, y si se retiraba, caer sobre sus reservas. Si el ataque de la primera línea era repelido, la segunda debía proteger su retirada arrojándose sobre el flanco de sus perseguidores. La tercera línea (de reserva) debía proteger la retirada de las otras dos y reforzarlas en caso de necesidad. La división escalonada responde al principio general de sucesión de esfuerzos, que es el que informa la táctica militar. Se imponía este tipo de carga cuando faltaba tiempo para desplegar, o urgía caer con rapidez sobre el enemigo: en este caso se lanzaba a la carga el primer escuadrón, y sucesivamente los demás, rebasando cada uno completamente el frente del que le precedía, o marchando en parte cubierto por él, y a unos 200 metros de distancia.
Carga a discreciónla forma más propia para atacar a la infantería en orden de combate y a la artillería es con los jinetes en una sola fila, más o menos extensa, separados por intervalos. Como esta clase de ataque carecía de cohesión, convenía que la fuerza que cargaba fuera apoyada por otras en línea. Concebida también a propósito para obligar al contrario a descubrir sus fuerzas en los comienzos del combate, para ocultar el movimiento de las fuerzas propias, para perseguir al enemigo y hacer prisioneros, etc.
Carga contra infanteríacargando contra infantería convenía acercarse a ésta sin ser vista y sorprenderla. Cuando esto no era posible, se debía procurar envolverla o atacarla de flanco y caer sobre ella desde larga distancia al galope para sustraerse, gracias a la velocidad, al efecto de sus disparos.
Carga contra artilleríano había momento más peligroso que cuando la artillería estaba en movimiento. Por eso se debía procurar alcanzarla antes de que desenganchara las piezas de artillería y las dispusiera para armarlas y disparar eficazmente contra la caballería atacante, aunque ésta para ello tuviera que recorrer una gran distancia al galope. Si la artillería estaba ya en posición de lanzar sus proyectiles, convenía dirigir el ataque principal sobre un flanco, disimulándolo con otro principal sobre el frente. Ambos ataques habían de ser simultáneos y ejecutarse a discreción, destinándose fracciones especiales en línea a arrollar a las tropas de protección de las piezas.
Una precaución esencial, común a toda clase de cargas, era la de reconocer previamente el terreno en que éstas debían desplegarse. Cuando no había podido hacerse este reconocimiento, debían preceder a la caballería exploradores que, una vez cumplida su misión, al tomar aquella el aire de carga despejaban el frente y se replegaban rápidamente hacia las alas.
La historia de la guerra registra multitud de ocasiones en que una carga de caballería oportuna y resuelta ha decidido el éxito de una batalla o permitido la salvación de un ejército. Federico II el Grande supo emplear de forma admirable la caballería, que llegó a contar con 8.000 a 10.000 caballos. No fue menor el efecto útil que obtuvo Napoleón Bonaparte de las condiciones de esta arma, dirigida por hombres como Joaquín Murat y Antoine Charles Louis Lasalle. Los progresos del armamento moderno han hecho extemporáneas las cargas de caballería, no así las de infantería.